# Oribatula cognata
Oribatula cognata är en kvalsterart som först beskrevs av Oudemans 1902.  Oribatula cognata ingår i släktet Oribatula och familjen Oribatulidae. Inga underarter finns listade i Catalogue of Life.